# Tor Eckhoff
Tor Eckhoff (* 22. November 1964 in Kristiansund; † 27. November 2021 in Oslo), auch bekannt als Apetor (Norwegische Aussprache: [ˈɑ̂ːpəˌtuːɾ]), war ein norwegischer Webvideoproduzent aus Sandefjord. Er war bekannt für seine abenteuerlichen YouTube-Videos, in denen er ab 2006 bis zu seinem Tod z. B. in Eiswasser schwamm oder in Unterhose Schlittschuh fuhr. Eckhoff verstarb einen Tag nachdem er in einem See westlich von Kongsberg ins Eis fiel und sich nicht mehr unter dem Eis befreien konnte.

## Leben
Tor Eckhoff wurde in Kristiansund geboren und zog im Alter von sechs Jahren nach Sandefjord. Er studierte Geschichte, Philosophie und nordische Literatur an der Universität Bergen und erhielt 1993 einen cand.mag. Eckhoff arbeitete ab 2008 in einer Farbenfabrik von Jotun in Sandefjord. Er hatte einen Sohn mit seiner langjährigen Partnerin Tove Skjerven. 2018 wurde bei ihm aufgrund einer chronisch-entzündlichen Darmerkrankung Darmkrebs diagnostiziert. Er musste seitdem nach einer Operation einen Kolostomiebeutel tragen.

## YouTube-Karriere
Eckhoff trat YouTube am 10. Oktober 2006 bei. Sein Kontoname, Apetor, setzt sich aus dem Wort Affe und seinem Vornamen zusammen. Er hatte ein großes Interesse am Verhältnis zwischen Menschen und Affen. In seinen meist stummen Videos zeigte er, neben seinen gefährlichen Eisbadeabenteuern und Schlittschuhfahrten auf halbgefrorenen Seen, die Landschaft, Flora und Fauna seiner Heimat. Er hatte meistens eine Flasche Wodka bei sich, an der er regelmäßig nippte, einem seiner Markenzeichen.
Auszug der Spirituosen, die Eckhoff während seinen Videos konsumierte:
- Vikingfjord Vodka
- Opland Aquavit
- Bulbash
- Żubrówka
- Sliwowitz Bošácka
- Czechoslovakia Vodka
- Russian Standard
- Gösser Natur-Radler
- Finlandia
- Tatratea Probeset

Viele dieser Spirituosen wurden ihm von Fans zugesendet. Werbung für alkoholische Produkte ist in Norwegen verboten, es gab demnach laut Eckhoff kein Sponsoring.
In mehreren Videos zeigte er zudem seine Sammlung von Volvo-Fahrzeugen. Dazu gehörten jeweils ein Modell der Serie 240 und 140, ein V40 der ersten Generation, sowie ein Volvo XC40 Diesel.
Eckhoffs YouTube-Kanal erzielte die Zahl von 200.000 Abonnenten im August 2018, eine Million waren im Dezember 2020 erreicht. Zur Zeit seines Todes wurden seine Videos über 400 Millionen Mal angeschaut.
Das letzte YouTube-Video trägt den Titel "I am Not Dead, I am 57 Today", er lud es nur wenige Tage vor seinem Tod hoch.